# Szentegyháza borvízforrásai és gyógyfürdői
A Szentegyháza területén található szénsavas források a Hargita hegység vulkáni utóműködése következtében törnek a felszínre. Több gyógyhatású, meleg forrásnál fürdők alakultak ki a régmúltban és a közelmúltban is.

## Története
Szentegyháza borvízforrásai a Kis-Homoród és a Vargyas patakok mentén törnek fel. A Kis-Homoród völgyében, Szentkeresztbánya területén a hajdani Lobogófürdő és Dobogófürdő forrásai találhatók. Az 1952-ben fúrt ártézi kút, a Lobogó néven ismert forrás vizét a vasöntöde hasznosította régen. A Rókavárosnak nevezett bányatelepen feltörő forrásokat ma is használják a helyiek. Az Angol nevű helyen található vasas borvízforrás vizét nemcsak ivásra, hanem fürdésre is használják.
A Vargyas-patak völgyében több geológiai kutatófúrást végeztek az 1960-70-es években.  Az 1964-ben végzett fúrás nagy nyomású termálvizet tárt fel, melyet nyomban lefojtottak.  A Sóhely nevű helyen, a fúrások nyomán feltörő langyos forrásokra viszont egy fürdő létesült 1976-ban. Az F7-es fúrás nyomán feltörő vizet szondával látták el, ivásra alkalmas. 2007-ben a település keleti határában egy korábbi fúrás megnyitása nagynyomású termálvizet hozott a felszínre, mely egy új fürdő megnyitását tette lehetővé a következő évek folyamán. 
Szentegyházán ismert forrás még a Vargyas-patak forrásvidékén található Csíkútja borvíz.

## Lobogófürdő
Lobogófürdő a Kis-Homoród völgyében, Szentkeresztbánya területén feltörő forrásoknál alakult ki.  A hajdan népszerű fürdőt Orbán Balázs és Hankó Vilmos is ismerteti. Hankó leírása szerint „A fürdő egy kis telepet képez lakóházakkal, vendéglővel, fürdőházzal, tükörfürdővel, ivóborvíz kutakkal. A fürdő vize egy sziklának két szomszédos nyílásából buzog fel. Az egyik nyíláson előtörő víz meleg, a másikon felbuzogó hideg. A két forrás kellemes, langyos (20R) vízzel tölti meg a medenzét. A medenczéből rohamosan feltörő széndioxid állandó mozgásban tartja a víz felszínét. A fürdő csakugyan megfelel nevének, mert ez a forrás lobog, mint az üstben fövő, forró buzogó víz.” A „több betegségekben csudaszerü hatással biró gyógyforrás” (Orbán Balázs) nagyon népszerű volt abban az időben, a fürdőtelepet sokan felkeresték gyógyulás és üdülés céljából. Az 1900-as évek elején Homoródfürdő bérlője, a nagysolymosi Koncz Armin megvásárolta a Lobogó fürdőt és fejlesztéseket tervezett a telepen. A fürdő az 1900-as évek közepéig működött, mivel a területen végzett bányamunkák következtében eltűnt vagy elapadt a telepen található ásványvíz források nagy része. Napjainkban csak romok és néhány forrás jelzi Lobogófürdő helyét.

## Dobogófürdő
A Kis-Homoród völgyében, Lobogófürdőtől délre törnek fel a hajdani Dobogófürdő langyos borvízforrásai. A fürdő néveredetének több változata van, Bányai János szerint a patak mellett levő posztoványolók dübörgő hangjáról kapta nevét a fürdő. Hankó Vilmos leírásában viszont a telep „...egyik vize a föld mélyéből a paripa vágtatását eszünkbe juttató dobogó-zajjal törtet elő”, szerinte erről kaphatta nevét Dobogófürdő. A XIX. század vége felé felkapott kis gyógyfürdőt Székelyfüred és Ugron fürdőként is ismerték. Dobogófürdőn feltörő ásványvizeket napjainkban asztali vízként használják, Lobogófürdőhöz hasonlóan ...

## Majzosfürdő
A Vargyas-patak mentén levő Sóhely nevű helyen a Hargita Geológiai Kutató és Feltáró Vállalat geológiai kutatófúrásokat végzett 1973-74-ben. A lemélyített fúrások nyomán langyos termálvíz tört a felszínre. Péter Elek geológus a Hargita kalendárium 1977-es számában írja: „ A Vargyas jobb partján feltörő hévíz 276 méteres mélységből származik, egy több mint 20 méter vastagságú lávafolyás alól. A víz hőmérséklete 25 °C, hozama pedig 25 liter/másodperc”. A helyiek a nagy hozamú termálvíznél 1976-ban fürdőt létesítettek. Majzosfürdő több néven volt ismert az elmúlt évek folyamán (Szentegyházi fürdő, Vlahica gyöngye, Vlahicai termálfürdő), ma Szentegyháza Gyöngye néven szerepel.

## Nosztalgia fürdő
Szentegyháza területén, a Láz nevű helyen 2007-ben újabb termálvizet találtak. Egy helyi vállalkozó újrafúratott egy, az 1960-as években lezárt geológiai kutatófúrást, melynek nyomán 41 °C hőmérsékletű termálvíz tört a felszínre. A különböző munkálatok és engedélyek beszerzése után 2016-ban új strand létesült Szentegyházán.

## Jellegzetessége
Szentegyháza borvízforrásai többnyire nátrium-hidrogén-karbonát-klorid, kalcium-nátrium-hidrogén-karbonát és nátrium-kalcium-hidrogén-karbonát típusúak.

## Gyógyhatása
A szentegyházi langyos szénsavas forrásokat főleg vérszegénységben, légzőszervi betegségekben és mozgásszervi betegségekben használják.